# Kudreavske, Bratske
Kudreavske (în ucraineană Кудрявське) este un sat în comuna Krîva Pustoș din raionul Bratske, regiunea Mîkolaiiv, Ucraina.

## Demografie
Componența lingvistică a localității Kudreavske
     Ucraineană (94,58%)
     Română (3,61%)
     Rusă (1,81%)
Conform recensământului din 2001, majoritatea populației localității Kudreavske era vorbitoare de ucraineană (94,58%), existând în minoritate și vorbitori de română (3,61%) și rusă (1,81%).